# Groupe du Parti populaire européen
Cet article concerne le groupe parlementaire. Pour le parti politique, voir Parti populaire européen.
Le groupe du Parti populaire européen (groupe PPE), de son nom complet groupe du Parti populaire européen (démocrates-chrétiens), est un des huit groupes politiques du Parlement européen, disposant, depuis le 16 juillet 2024, de 188 sièges, soit 26 % du total des députés européens. Il s'agit du groupe ayant le plus grand nombre de députés.
Entre 1999 et 2009, le groupe se nomme « groupe du Parti populaire européen et des Démocrates européens » (PPE-DE) et regroupe deux partis politiques européens : le Parti populaire européen et les Démocrates européens. Il ne regroupe plus, à présent, que les députés européens du Parti populaire européen, les Démocrates européens (Parti conservateur britannique et Parti démocratique civique tchèque) ayant fait scission et formé un nouveau groupe, les Conservateurs et réformistes européens (CRE), rejoints par certains partis du PPE (Forum démocrate hongrois) ou d'autres groupes.
Le groupe est présidé depuis juin 2014 par Manfred Weber, député européen allemand, membre de la CSU.

## Historique
Après les élections européennes de 2019, s'il reste le premier groupe du Parlement européen, son poids est moindre. Au sein du groupe, la CDU/CSU domine toujours, avec 29 députés, mais il s'agit de son plus mauvais score depuis 40 ans, tandis que le groupe de Visegrád (Hongrie, Slovaquie, Pologne, République tchèque) compte 39 élus. À la suite du scrutin, une partie des députés du groupe — hongrois, lettons et irlandais, notamment — opposent une fin de non-recevoir à la candidature du socialiste Frans Timmermans à la présidence de la Commission européenne, alors que cette solution de compromis avait fait l'objet d'un accord entre Angela Merkel et le président du parti, Joseph Daul.
Après que douze partis membres du PPE demandent l'expulsion ou la suspension du Fidesz hongrois, les membres du Fidesz sont suspendus d'un accord commun le 20 mars 2019. La suspension s'appliquait au PPE mais pas au groupe au sein du Parlement. Le 3 mars 2021, le Fidesz décide de quitter le groupe PPE après l'adoption de nouvelles règles, tout en maintenant l’ adhésion de ses députés au parti,. Finalement, le 18 mars 2021, le Fidesz décide de quitter le Parti populaire européen, qui perd ainsi 11 membres.

## Orientation
Dans l'année précédant les élections européennes de 2009, le groupe PPE-DE a défini une stratégie politique en 10 points. Le groupe défend notamment une relation transatlantique « solide et profonde », appuie le marché unique et soutient la stratégie de Lisbonne.

## Partis présents dans le groupe

### 1relégislature- 1979-1984
| Pays                 | Parti national                         | Députés europ. |
| -------------------- | -------------------------------------- | -------------- |
| Allemagne de l'Ouest | Union chrétienne-démocrate d'Allemagne | 34             |
| Allemagne de l'Ouest | Union chrétienne-sociale en Bavière    | 8              |
| Italie               | Démocratie chrétienne                  | 29             |
| Italie               | Parti populaire sud-tyrolien           | 1              |
| France               | Union pour la démocratie française     | 8              |
| Pays-Bas             | Appel chrétien-démocrate               | 10             |
| Irlande              | Fine Gael                              | 4              |
| Belgique             | Parti populaire chrétien               | 7              |
| Belgique             | Parti social-chrétien                  | 3              |
| Luxembourg           | Parti populaire chrétien-social        | 3              |
| À partir de 1981     |                                        |                |
| Danemark             | Démocrates du centre                   | 1              |
| Grèce                | Nouvelle Démocratie                    | 8              |

### 2elégislature- 1984-1989
| Pays                 | Parti national                         | Députés europ. |
| -------------------- | -------------------------------------- | -------------- |
| Allemagne de l'Ouest | Union chrétienne-démocrate d'Allemagne | 32             |
| Allemagne de l'Ouest | Union chrétienne-sociale en Bavière    | 7              |
| Belgique             | Christelijke Volkspartij               | 4              |
| Belgique             | Parti social-chrétien                  | 2              |
| Danemark             | Démocrates du centre                   | 1              |
| France               | Union pour la démocratie française     | 9              |
| Grèce                | Nouvelle Démocratie                    | 8              |
| Irlande              | Fine Gael                              | 6              |
| Italie               | Démocratie chrétienne                  | 26             |
| Italie               | Parti populaire sud-tyrolien           | 1              |
| Luxembourg           | Parti populaire chrétien-social        | 3              |
| Pays-Bas             | Appel chrétien-démocrate               | 8              |
| À partir de 1987     |                                        |                |
| Espagne              | Union démocratique de Catalogne        | 1              |
| Portugal             | CDS – Parti populaire                  | 3              |

### 3elégislature- 1989-1994
| Pays                 | Parti national                         | Députés europ. |
| -------------------- | -------------------------------------- | -------------- |
| Allemagne de l'Ouest | Union chrétienne-démocrate d'Allemagne | 24             |
| Allemagne de l'Ouest | Union chrétienne-sociale en Bavière    | 7              |
| Belgique             | Parti populaire chrétien               | 5              |
| Belgique             | Parti social-chrétien                  | 2              |
| Danemark             | Démocrates du centre                   | 1              |
| Espagne              | Parti populaire                        | 15             |
| Espagne              | Union démocratique de Catalogne        | 1              |
| Espagne              | Parti nationaliste basque              | 1              |
| France               | Union pour la démocratie française     |                |
| Grèce                | Nouvelle Démocratie                    | 10             |
| Irlande              | Fine Gael                              | 4              |
| Italie               | Démocratie chrétienne                  | 26             |
| Italie               | Parti populaire sud-tyrolien           | 1              |
| Luxembourg           | Parti populaire chrétien-social        | 3              |
| Pays-Bas             | Appel chrétien-démocrate               | 10             |
| Portugal             | Parti du centre démocratique et social | 3              |
| Royaume-Uni          | Parti unioniste d'Ulster               | 1              |

### 4elégislature- 1994-1999
| Pays             | Parti national                         | Députés europ. |
| ---------------- | -------------------------------------- | -------------- |
| Allemagne        | Union chrétienne-démocrate d'Allemagne | 39             |
| Allemagne        | Union chrétienne-sociale en Bavière    | 8              |
| Belgique         | Parti populaire chrétien               | 3              |
| Belgique         | Parti social-chrétien                  | 2              |
| Belgique         | Christlich Soziale Partei              | 1              |
| Danemark         | Parti populaire conservateur           | 3              |
| Espagne          | Parti populaire                        | 28             |
| Espagne          | Union démocratique de Catalogne        | 1              |
| Espagne          | Parti nationaliste basque              | 1              |
| France           | Union pour la démocratie française     | 13             |
| Grèce            | Nouvelle Démocratie                    | 9              |
| Irlande          | Fine Gael                              | 4              |
| Italie           | Parti populaire italien                | 8              |
| Italie           | Pacte Segni                            | 3              |
| Italie           | Parti populaire sud-tyrolien           | 1              |
| Luxembourg       | Parti populaire chrétien-social        | 3              |
| Pays-Bas         | Appel chrétien-démocrate               | 10             |
| Portugal         | Parti social-démocrate                 | 9              |
| Royaume-Uni      | Parti unioniste d'Ulster               | 18             |
| À partir de 1995 |                                        |                |
| Autriche         | Parti populaire autrichien             | 7              |
| Finlande         | Parti de la coalition nationale        | 4              |
| Suède            | Parti modéré de rassemblement          | 6              |

### 6elégislature- 2004-2009
| Pays        | Parti national                                                        | Députés europ. |
| ----------- | --------------------------------------------------------------------- | -------------- |
| Allemagne   | Union chrétienne-démocrate d'Allemagne (CDU)                          | 40             |
| Allemagne   | Union chrétienne-sociale en Bavière (CSU)                             | 9              |
| Autriche    | Parti populaire autrichien (ÖVP)                                      | 6              |
| Belgique    | Christen-Democratisch en Vlaams (CD&V)                                | 3              |
| Belgique    | Nieuw-Vlaamse Alliantie (N-VA)                                        | 1              |
| Belgique    | Centre démocrate humaniste (cdH)                                      | 1              |
| Belgique    | Christlich Soziale Partei (CSP)                                       | 1              |
| Bulgarie    | Citoyens pour le développement européen de la Bulgarie (GERB)         | 6              |
| Chypre      | Rassemblement démocrate (DISY)                                        | 2              |
| Chypre      | Démocratie européenne (Euro Di)                                       | 1              |
| Danemark    | Parti populaire conservateur                                          | 1              |
| Espagne     | Parti populaire (PP)                                                  | 24             |
| Estonie     | Union de la patrie                                                    | 1              |
| Finlande    | Parti de la coalition nationale (Kok)                                 | 4              |
| France      | Union pour un mouvement populaire (UMP)                               | 17             |
| France      | Nouveau Centre (NC)                                                   | 1              |
| Grèce       | Nouvelle Démocratie (ΝΔ)                                              | 11             |
| Hongrie     | Fidesz                                                                | 12             |
| Hongrie     | Forum démocrate hongrois (MDF)                                        | 1              |
| Irlande     | Fine Gael                                                             | 5              |
| Italie      | Forza Italia                                                          | 16             |
| Italie      | Union des démocrates chrétiens et de centre (UDC)                     | 5              |
| Italie      | Populaires-UDEUR                                                      | 1              |
| Italie      | Parti des retraités                                                   | 1              |
| Italie      | Parti populaire sud-tyrolien (SVP)                                    | 1              |
| Lettonie    | Nouvelle Ère (JL)                                                     | 2              |
| Lettonie    | Parti populaire                                                       | 1              |
| Lituanie    | Union de la patrie - Chrétiens-démocrates lituaniens (TS)             | 2              |
| Luxembourg  | Parti populaire chrétien-social (CSV)                                 | 3              |
| Malte       | Parti nationaliste (PN)                                               | 2              |
| Pays-Bas    | Appel chrétien-démocrate (CDA)                                        | 7              |
| Pologne     | Plate-forme civique (PO)                                              | 14             |
| Pologne     | Parti paysan polonais (PSL)                                           | 1              |
| Portugal    | Parti social-démocrate (PSD)                                          | 7              |
| Portugal    | CDS – Parti populaire (CDS-PP)                                        | 2              |
| Tchéquie    | Parti démocratique civique (ODS)                                      | 9              |
| Tchéquie    | Démocrates européens (ED)                                             | 2              |
| Tchéquie    | Union chrétienne démocrate - Parti populaire tchécoslovaque (KDU-ČSL) | 2              |
| Tchéquie    | Union des indépendants (SNK)                                          | 1              |
| Royaume-Uni | Parti conservateur                                                    | 27             |
| Royaume-Uni | Parti unioniste d'Ulster (UUP)                                        | 1              |
| Roumanie    | Parti démocrate (PD)                                                  | 13             |
| Roumanie    | Parti libéral-démocrate (PLD)                                         | 3              |
| Roumanie    | Union démocrate magyare de Roumanie (UDMR)                            | 2              |
| Roumanie    | Indépendant                                                           | 1              |
| Slovaquie   | Mouvement chrétien-démocrate (KDH)                                    | 3              |
| Slovaquie   | Union démocrate et chrétienne slovaque - Parti démocrate (SDKÚ)       | 3              |
| Slovaquie   | Parti de la coalition hongroise (SMK-MKP)                             | 2              |
| Slovénie    | Nouvelle Slovénie (N.Si)                                              | 2              |
| Slovénie    | Parti démocratique slovène                                            | 2              |
| Suède       | Parti modéré de rassemblement (M)                                     | 4              |
| Suède       | Chrétiens-démocrates                                                  | 2              |

### 7elégislature- 2009-2014
| Pays       | Parti national                                                                               | Députés europ. | Chef de délégation                          |
| ---------- | -------------------------------------------------------------------------------------------- | -------------- | ------------------------------------------- |
| Allemagne  | Union chrétienne-démocrate d'Allemagne (CDU)                                                 | 34             | Herbert Reul                                |
| Allemagne  | Union chrétienne-sociale en Bavière (CSU)                                                    | 8              | Markus Ferber                               |
| Autriche   | Parti populaire autrichien (ÖVP)                                                             | 6              | Othmar Karas                                |
| Belgique   | Christen-Democratisch en Vlaams (CD&V)                                                       | 3              | Marianne Thyssen (CD&V)                     |
| Belgique   | Centre démocrate humaniste (cdH)                                                             | 1              | Marianne Thyssen (CD&V)                     |
| Belgique   | Christlich Soziale Partei (CSP)                                                              | 1              | Marianne Thyssen (CD&V)                     |
| Bulgarie   | Citoyens pour le développement européen de la Bulgarie (GERB)                                | 5              | Andrey Kovatchev (GERB)                     |
| Bulgarie   | Coalition bleue                                                                              | 2              | Andrey Kovatchev (GERB)                     |
| Chypre     | Rassemblement démocrate (DISY)                                                               | 2              | Ioánnis Kasoulídis                          |
| Danemark   | Parti populaire conservateur                                                                 | 1              | Bendt Bendtsen                              |
| Espagne    | Parti populaire (PP)                                                                         | 24             | Jaime Mayor Oreja (PP)                      |
| Espagne    | Union démocratique de Catalogne (UDC)                                                        | 1              | Jaime Mayor Oreja (PP)                      |
| Estonie    | Union de la patrie et Res Publica (IRL)                                                      | 1              | Tunne Kelam                                 |
| Finlande   | Parti de la coalition nationale (Kok)                                                        | 3              | Eija-Riitta Korhola (Kok)                   |
| Finlande   | Chrétiens-démocrates (KD)                                                                    | 1              | Eija-Riitta Korhola (Kok)                   |
| France     | Union pour un mouvement populaire (UMP) dont : Parti radical (Rad) Rassemblement-UMP (R-UMP) | 25 3 1         | Jean-Pierre Audy (UMP)                      |
| France     | Nouveau Centre (NC)                                                                          | 3              | Jean-Pierre Audy (UMP)                      |
| France     | La Gauche moderne (LGM)                                                                      | 2              | Jean-Pierre Audy (UMP)                      |
| Grèce      | Nouvelle Démocratie (ΝΔ)                                                                     | 7              | Mariétta Yannákou                           |
| Hongrie    | Fidesz (Fidesz-MPSz)                                                                         | 14             | András Gyürk                                |
| Irlande    | Fine Gael (FG)                                                                               | 4              | Gay Mitchell                                |
| Italie     | Le Peuple de la liberté (PdL)                                                                | 29             | Mario Mauro (PdL) et Giuseppe Gargani (UdC) |
| Italie     | Union de centre (UdC)                                                                        | 5              | Mario Mauro (PdL) et Giuseppe Gargani (UdC) |
| Italie     | Parti populaire sud-tyrolien (SVP)                                                           | 1              | Mario Mauro (PdL) et Giuseppe Gargani (UdC) |
| Lettonie   | Union civique (PS)                                                                           | 3              | Arturs Krišjānis Kariņš (JL)                |
| Lettonie   | Nouvelle Ère (JL)                                                                            | 1              | Arturs Krišjānis Kariņš (JL)                |
| Lituanie   | Union de la patrie - Chrétiens-démocrates lituaniens (TS-LKD)                                | 4              | Vytautas Landsbergis                        |
| Luxembourg | Parti populaire chrétien-social (CSV)                                                        | 3              | Frank Engel                                 |
| Malte      | Parti nationaliste (PN)                                                                      | 2              | Simon Busuttil                              |
| Pays-Bas   | Appel chrétien-démocrate (CDA)                                                               | 5              | Wim van de Camp                             |
| Pologne    | Plate-forme civique (PO)                                                                     | 25             | Jacek Saryusz-Wolski (PO)                   |
| Pologne    | Parti paysan polonais (PSL)                                                                  | 4              | Jacek Saryusz-Wolski (PO)                   |
| Portugal   | Parti social-démocrate (PSD)                                                                 | 8              | Paulo Rangel                                |
| Portugal   | CDS – Parti populaire (CDS-PP)                                                               | 2              | Nuno Melo                                   |
| Tchéquie   | Union chrétienne démocrate – Parti populaire tchécoslovaque (KDU-ČSL)                        | 2              | Zuzana Roithová                             |
| Roumanie   | Parti démocrate-libéral (PD-L)                                                               | 12             | Theodor Stolojan (PD-L)                     |
| Roumanie   | Union démocrate magyare de Roumanie (UDMR)                                                   | 2              | Theodor Stolojan (PD-L)                     |
| Slovaquie  | Mouvement chrétien-démocrate (KDH)                                                           | 2              | Anna Záborská (KDH)                         |
| Slovaquie  | Union démocrate et chrétienne slovaque - Parti démocrate (SDKÚ)                              | 2              | Anna Záborská (KDH)                         |
| Slovaquie  | Parti de la coalition hongroise (SMK-MKP)                                                    | 2              | Anna Záborská (KDH)                         |
| Slovénie   | Parti démocratique slovène (SDS)                                                             | 3              | Milan Zver (SDS)                            |
| Slovénie   | Nouvelle Slovénie - Parti chrétien populaire (N.Si)                                          | 1              | Milan Zver (SDS)                            |
| Suède      | Modérés (M)                                                                                  | 4              | Gunnar Hökmark (M)                          |
| Suède      | Chrétiens-démocrates                                                                         | 1              | Gunnar Hökmark (M)                          |

### 8elégislature- 2014-2019
| Pays        | Parti national                                                        | Députés europ. | Chef de délégation                     |
| ----------- | --------------------------------------------------------------------- | -------------- | -------------------------------------- |
| Allemagne   | Union chrétienne-démocrate d'Allemagne (CDU)                          | 29             | Daniel Caspary                         |
| Allemagne   | Union chrétienne-sociale en Bavière (CSU)                             | 5              | Angelika Niebler                       |
| Autriche    | Parti populaire autrichien (ÖVP)                                      | 5              | Othmar Karas                           |
| Belgique    | Christen-Democratisch en Vlaams (CD&V)                                | 2              | Ivo Belet                              |
| Belgique    | Centre démocrate humaniste (cdH)                                      | 1              | Ivo Belet                              |
| Belgique    | Christlich Soziale Partei (CSP)                                       | 1              | Ivo Belet                              |
| Bulgarie    | Citoyens pour le développement européen de la Bulgarie (GERB)         | 5              | Andrey Kovatchev                       |
| Bulgarie    | Démocrates pour une Bulgarie forte (SK)                               | 1              | Andrey Kovatchev                       |
| Chypre      | Rassemblement démocrate (DISY)                                        | 1              | Leftéris Christofórou                  |
| Croatie     | Union démocratique croate (HDZ)                                       | 4              | Dubravka Šuica                         |
| Croatie     | Parti paysan croate (HSS)                                             | 1              | Dubravka Šuica                         |
| Danemark    | Parti populaire conservateur (C)                                      | 1              | Bendt Bendtsen                         |
| Espagne     | Parti populaire (PP)                                                  | 16             | Esteban González Pons                  |
| Espagne     | Union démocratique de Catalogne (UDC)                                 | 1              | Esteban González Pons                  |
| Estonie     | Union de la patrie et Res Publica (IRL)                               | 1              | Tunne Kelam                            |
| Finlande    | Parti de la coalition nationale (Kok)                                 | 3              | Sirpa Pietikäinen                      |
| France      | Les Républicains (LR)                                                 | 16             | Franck Proust                          |
| France      | Indépendants (Alain Lamassoure et Jérôme Lavrilleux)                  | 2              | Franck Proust                          |
| France      | Agir                                                                  | 2              | Franck Proust                          |
| Grèce       | Nouvelle Démocratie (ND)                                              | 5              | Manólis Kefaloyiánnis                  |
| Hongrie     | Fidesz-KDNP                                                           | 12             |                                        |
| Irlande     | Fine Gael (FG)                                                        | 4              | Sean Kelly                             |
| Italie      | Forza Italia (FI)                                                     | 9              | Elisabetta Gardini                     |
| Italie      | Union de centre (UdC)                                                 | 1              | Lorenzo Cesa                           |
| Italie      | Parti populaire sud-tyrolien (SVP)                                    | 1              | Herbert Dorfmann                       |
| Italie      | Indépendante                                                          | 1              | Alessandra Mussolini                   |
| Lettonie    | Unité (V)                                                             | 4              | Arturs Krišjānis Kariņš                |
| Lituanie    | Union de la patrie - Chrétiens-démocrates lituaniens (TS-LKD)         | 2              | Algirdas Saudargas                     |
| Lituanie    | Mouvement libéral de la République de Lituanie (LRLS)                 | 1              | Algirdas Saudargas                     |
| Luxembourg  | Parti populaire chrétien-social (CSV)                                 | 3              | Christophe Hansen                      |
| Malte       | Parti nationaliste (PN)                                               | 3              | David Casa                             |
| Pays-Bas    | Appel chrétien-démocrate (CDA)                                        | 5              | Esther de Lange                        |
| Pologne     | Plate-forme civique (PO)                                              | 18             | Janusz Lewandowski                     |
| Pologne     | Parti paysan polonais (PSL)                                           | 4              | Andrzej Grzyb                          |
| Portugal    | Parti social-démocrate (PSD)                                          | 6              | Paulo Rangel                           |
| Portugal    | CDS – Parti populaire (CDS-PP)                                        | 1              | Nuno Melo                              |
| Portugal    | Parti de la Terre (MPT)                                               | 1              |                                        |
| Tchéquie    | Union chrétienne démocrate – Parti populaire tchécoslovaque (KDU-ČSL) | 3              | Luděk Niedermayer                      |
| Tchéquie    | TOP 09                                                                | 3              | Luděk Niedermayer                      |
| Tchéquie    | Maires et Indépendants                                                | 1              | Luděk Niedermayer                      |
| Roumanie    | Parti national libéral (PNL)                                          | 8              | Theodor Stolojan et Adina-Ioana Vălean |
| Roumanie    | Union démocrate magyare de Roumanie (UDMR)                            | 2              | Theodor Stolojan et Adina-Ioana Vălean |
| Roumanie    | Parti Mouvement populaire (MP)                                        | 1              | Theodor Stolojan et Adina-Ioana Vălean |
| Roumanie    | Indépendants                                                          | 2              | Theodor Stolojan et Adina-Ioana Vălean |
| Royaume-Uni | Parti conservateur                                                    | 2              |                                        |
| Slovaquie   | Mouvement chrétien-démocrate (KDH)                                    | 3              | Ivan Štefanec                          |
| Slovaquie   | Union démocrate et chrétienne slovaque - Parti démocrate (SDKÚ)       | 1              | Ivan Štefanec                          |
| Slovaquie   | Parti de la communauté hongroise (SMK-MKP)                            | 1              | Ivan Štefanec                          |
| Slovaquie   | Most-Híd                                                              | 1              | Ivan Štefanec                          |
| Slovénie    | Parti démocratique slovène (SDS)                                      | 3              | Milan Zver                             |
| Slovénie    | Nouvelle Slovénie (N.Si)                                              | 1              | Milan Zver                             |
| Slovénie    | Parti populaire slovène (SLS)                                         | 1              | Milan Zver                             |
| Suède       | Modérés (M)                                                           | 3              | Gunnar Hökmark                         |
| Suède       | Chrétiens-démocrates (KD)                                             | 1              | Gunnar Hökmark                         |

### 9elégislature- 2019-2024
Au cours de la neuvième législature, le parti hongrois Fidesz de Viktor Orbán est exclu du PPE en 2021 tandis que Parti des familles d'Allemagne rejoint le PPE la même année.
| Pays       | Parti national                                                        | Députés europ. | Chef de délégation      |
| ---------- | --------------------------------------------------------------------- | -------------- | ----------------------- |
| Allemagne  | Union chrétienne-démocrate d'Allemagne (CDU)                          | 23             | Daniel Caspary          |
| Allemagne  | Union chrétienne-sociale en Bavière (CSU)                             | 6              | Angelika Niebler        |
| Allemagne  | Parti des familles d'Allemagne (FAMILIE)                              | 1              |                         |
| Autriche   | Parti populaire autrichien (ÖVP)                                      | 7              | Angelika Winzig         |
| Belgique   | Christen-Democratisch en Vlaams (CD&V)                                | 2              | Benoît Lutgen           |
| Belgique   | Les Engagés (LE)                                                      | 1              | Benoît Lutgen           |
| Belgique   | Christlich Soziale Partei (CSP)                                       | 1              | Benoît Lutgen           |
| Bulgarie   | Citoyens pour le développement européen de la Bulgarie (GERB)         | 5              | Andrey Kovatchev        |
| Bulgarie   | Démocrates pour une Bulgarie forte (SK)                               | 1              | Andrey Kovatchev        |
| Bulgarie   | Union des forces démocratiques (SDS)                                  | 1              | Andrey Kovatchev        |
| Chypre     | Rassemblement démocrate (DISY)                                        | 2              | Leftéris Christofórou   |
| Croatie    | Union démocratique croate (HDZ)                                       | 4              |                         |
| Danemark   | Parti populaire conservateur (C)                                      | 1              | Pernille Weiss          |
| Espagne    | Parti populaire (PP)                                                  | 13             | Dolors Montserrat       |
| Estonie    | Union de la patrie et Res Publica (IRL)                               | 1              | Riho Terras             |
| Finlande   | Parti de la coalition nationale (Kok)                                 | 3              | Sirpa Pietikäinen       |
| France     | Les Républicains (LR)                                                 | 7              | François-Xavier Bellamy |
| France     | Les Centristes (LC)                                                   | 1              | François-Xavier Bellamy |
| Grèce      | Nouvelle Démocratie (ND)                                              | 8              | Vangelis Meimarakis     |
| Hongrie    | Parti populaire démocrate-chrétien (KDNP)                             | 1              | György Hölvényi         |
| Irlande    | Fine Gael (FG)                                                        | 5              | Sean Kelly              |
| Italie     | Forza Italia (FI)                                                     | 10             | Antonio Tajani          |
| Italie     | Parti populaire sud-tyrolien (SVP)                                    | 1              | Herbert Dorfmann        |
| Lettonie   | Unité (V)                                                             | 2              | Sandra Kalniete         |
| Lituanie   | Union de la patrie - Chrétiens-démocrates lituaniens (TS-LKD)         | 2              | Andrius Kubilius        |
| Lituanie   | Indépendants                                                          | 1              | Andrius Kubilius        |
| Luxembourg | Parti populaire chrétien-social (CSV)                                 | 2              | Christophe Hansen       |
| Malte      | Parti nationaliste (PN)                                               | 2              | David Casa              |
| Pays-Bas   | Appel chrétien-démocrate (CDA)                                        | 5              | Esther de Lange         |
| Pays-Bas   | Union chrétienne (CU)                                                 | 1              | Peter van Dalen         |
| Pologne    | Plate-forme civique (PO)                                              | 11             | Andrzej Halicki         |
| Pologne    | Parti paysan polonais (PSL)                                           | 3              | Krzysztof Hetman        |
| Pologne    | Indépendantes                                                         | 2              |                         |
| Portugal   | Parti social-démocrate (PSD)                                          | 6              | José Manuel Fernandes   |
| Portugal   | CDS – Parti populaire (CDS-PP)                                        | 1              | Nuno Melo               |
| Roumanie   | Parti national libéral (PNL)                                          | 10             | Ioan-Rareș Bogdan       |
| Roumanie   | Union démocrate magyare de Roumanie (UDMR)                            | 2              | Ioan-Rareș Bogdan       |
| Roumanie   | Parti Mouvement populaire (MP)                                        | 2              | Ioan-Rareș Bogdan       |
| Slovaquie  | Mouvement chrétien-démocrate (KDH)                                    | 2              | Ivan Štefanec           |
| Slovaquie  | Les Gens ordinaires et personnalités indépendantes (OĽaNO)            | 1              | Ivan Štefanec           |
| Slovaquie  | Ensemble-Démocratie civique (SPOLU)                                   | 1              | Ivan Štefanec           |
| Slovénie   | Parti démocratique slovène (SDS)                                      | 2              | Romana Tomc             |
| Slovénie   | Nouvelle Slovénie (N.Si)                                              | 1              | Romana Tomc             |
| Slovénie   | Parti populaire slovène (SLS)                                         | 1              | Romana Tomc             |
| Suède      | Modérés (M)                                                           | 4              | Tomas Tobé              |
| Suède      | Chrétiens-démocrates (KD)                                             | 2              | Sara Skyttedal          |
| Tchéquie   | Union chrétienne démocrate – Parti populaire tchécoslovaque (KDU-ČSL) | 2              | Tomáš Zdechovský        |
| Tchéquie   | TOP 09                                                                | 2              | Luděk Niedermayer       |
| Tchéquie   | Maires et Indépendants                                                | 1              |                         |

### 10elégislature- 2024-2029
Au début de la dixième législature, le PPE est rejoint par le parti hongrois 
TISZA, les partis néerlandais BBB et NSC, l'Alliance libérale danoise et le Parti écologiste-démocrate allemand.
En parallèle, le parti belge Les Engagés et le Parti Mouvement populaire roumain quittent le PPE pour le groupe RE et, s’opposant à l’arrivée de TISZA, le Parti populaire démocrate-chrétien hongrois quitte le PPE pour le groupe Patriotes pour l'Europe.
| Pays       | Parti national                                                        | Députés europ. |
| ---------- | --------------------------------------------------------------------- | -------------- |
| Allemagne  | Union chrétienne-démocrate d'Allemagne (CDU)                          | 23             |
| Allemagne  | Union chrétienne-sociale en Bavière (CSU)                             | 6              |
| Allemagne  | Parti écologiste-démocrate (ÖDP)                                      | 1              |
| Allemagne  | Parti des familles d'Allemagne (FAMILIE)                              | 1              |
| Autriche   | Parti populaire autrichien (ÖVP)                                      | 5              |
| Belgique   | Christen-Democratisch en Vlaams (CD&V)                                | 2              |
| Belgique   | Christlich Soziale Partei (CSP)                                       | 1              |
| Bulgarie   | Citoyens pour le développement européen de la Bulgarie (GERB)         | 4              |
| Bulgarie   | Union des forces démocratiques (SDS)                                  | 1              |
| Bulgarie   | Démocrates pour une Bulgarie forte (SK)                               | 1              |
| Chypre     | Rassemblement démocrate (DISY)                                        | 2              |
| Croatie    | Union démocratique croate (HDZ)                                       | 6              |
| Danemark   | Parti populaire conservateur (C)                                      | 1              |
| Danemark   | Alliance libérale (I)                                                 | 1              |
| Espagne    | Parti populaire (PP)                                                  | 22             |
| Estonie    | Union de la patrie et Res Publica (IRL)                               | 2              |
| Finlande   | Parti de la coalition nationale (Kok)                                 | 4              |
| France     | Les Républicains (LR) et Union des droites pour la République (UDR)   | 6              |
| Grèce      | Nouvelle Démocratie (ND)                                              | 7              |
| Hongrie    | Parti Respect et liberté (TISZA)                                      | 7              |
| Irlande    | Fine Gael (FG)                                                        | 4              |
| Italie     | Forza Italia (FI)                                                     | 8              |
| Italie     | Parti populaire sud-tyrolien (SVP)                                    | 1              |
| Lettonie   | Unité (V)                                                             | 2              |
| Lituanie   | Union de la patrie - Chrétiens-démocrates lituaniens (TS-LKD)         | 3              |
| Luxembourg | Parti populaire chrétien-social (CSV)                                 | 2              |
| Malte      | Parti nationaliste (PN)                                               | 3              |
| Pays-Bas   | Appel chrétien-démocrate (CDA)                                        | 3              |
| Pays-Bas   | Mouvement agriculteur-citoyen (BBB)                                   | 2              |
| Pays-Bas   | Nouveau Contrat social (NSC)                                          | 1              |
| Pologne    | Plate-forme civique (PO)                                              | 21             |
| Pologne    | Parti paysan polonais (PSL)                                           | 2              |
| Portugal   | Parti social-démocrate (PSD)                                          | 6              |
| Portugal   | CDS – Parti populaire (CDS-PP)                                        | 1              |
| Roumanie   | Parti national libéral (PNL)                                          | 8              |
| Roumanie   | Union démocrate magyare de Roumanie (UDMR)                            | 2              |
| Slovaquie  | Mouvement chrétien-démocrate (KDH)                                    | 1              |
| Slovénie   | Parti démocratique slovène (SDS)                                      | 4              |
| Slovénie   | Nouvelle Slovénie (N.Si)                                              | 1              |
| Suède      | Modérés (M)                                                           | 4              |
| Suède      | Chrétiens-démocrates (KD)                                             | 1              |
| Tchéquie   | Maires et Indépendants (STAN)                                         | 2              |
| Tchéquie   | TOP 09                                                                | 2              |
| Tchéquie   | Union chrétienne démocrate – Parti populaire tchécoslovaque (KDU-ČSL) | 1              |

## Présidence du groupe
Le groupe est animé par un président, une présidence, un bureau, l'assemblée du groupe et un secrétariat. La présidence est constituée du président du groupe et de 10 vice-présidents,.

### Présidents
| Portrait                                                               | Identité                             | Nationalité                                                                 | Période         | Période         | Durée                      | Étiquette                  | Législature |
| Portrait                                                               | Identité                             | Nationalité                                                                 | Début           | Fin             | Durée                      | Étiquette                  | Législature |
| ---------------------------------------------------------------------- | ------------------------------------ | --------------------------------------------------------------------------- | --------------- | --------------- | -------------------------- | -------------------------- | --- |
| Maan Sassen                                                            | Maan Sassen (1911 - 1995)            | Néerlandais                                                                 | 1953            | 1958            | 5 ans                      | Parti populaire catholique | |
| Alain Poher                                                            | Alain Poher (1909 - 1996)            | Français                                                                    | 1958            | 1966            | 8 ans                      | MRP                        | |
| Pierre Wigny                                                           | Pierre Wigny (1905 - 1986)           | Belge                                                                       | 1958            | 1958            | moins d’un an              | PSC                        | |
| Pas de portrait sous licence libre disponible pour Joseph Illerhaus.   | Joseph Illerhaus (d) (1903 - 1973)   | Allemand                                                                    | 1966            | 1969            | 3 ans                      | CDU                        | |
| Pas de portrait sous licence libre disponible pour Hans August Lücker. | Hans August Lücker (d) (1915 - 2007) | Allemand                                                                    | 1969            | 1975            | 6 ans                      | CSU                        | |
| Pas de portrait sous licence libre disponible pour Alfred Bertrand.    | Alfred Bertrand (1913 - 1986)        | Belge                                                                       | 1975            | 1977            | 2 ans                      | CD&V                       | |
| Egon Klepsch                                                           | Egon Klepsch (1930 - 2010)           | Allemand                                                                    | 13 juin 1977    | 8 mars 1982     | 4 ans, 8 mois et 23 jours  | CDU                        | 1re législature du Parlement européen                                                                              |
| Paolo Barbi                                                            | Paolo Barbi (d) (1919 - 2011)        | Italien (18 juin 1946 - 10 juin 2011) Italien (23 août 1919 - 18 juin 1946) | 9 mars 1982     | 23 juillet 1984 | 2 ans, 4 mois et 14 jours  | DC                         | 1re législature du Parlement européen                                                                              |
| Egon Klepsch                                                           | Egon Klepsch (1930 - 2010)           | Allemand                                                                    | 24 juillet 1984 | 13 janvier 1992 | 7 ans, 5 mois et 20 jours  | CDU                        | 2e législature du Parlement européen et 3e législature du Parlement européen                                       |
| Léo Tindemans                                                          | Léo Tindemans (1922 - 2014)          | Belge                                                                       | 21 janvier 1992 | 18 juillet 1994 | 2 ans, 5 mois et 27 jours  | CD&V                       | 3e législature du Parlement européen                                                                               |
| Wilfried Martens                                                       | Wilfried Martens (1936 - 2013)       | Belge                                                                       | 19 juillet 1994 | 19 juillet 1999 | 5 ans                      | CD&V                       | 4e législature du Parlement européen                                                                               |
| Hans-Gert Pöttering, 4 février 2014.                                   | Hans-Gert Pöttering (né en 1945)     | Allemand                                                                    | 20 juillet 1999 | 15 janvier 2007 | 7 ans, 5 mois et 26 jours  | CDU                        | 5e législature du Parlement européen et 6e législature du Parlement européen                                       |
| Joseph Daul, 6 décembre 2016.                                          | Joseph Daul (né en 1947)             | Français                                                                    | 9 janvier 2007  | 4 juin 2014     | 7 ans, 4 mois et 26 jours  | UMP                        | 6e législature du Parlement européen, 7e législature du Parlement européen et 8e législature du Parlement européen |
| Manfred Weber, 2024.                                                   | Manfred Weber (né en 1972)           | Allemand                                                                    | 4 juin 2014     | En cours        | 11 ans, 1 mois et 11 jours | CSU                        | 8e législature du Parlement européen                                                                               |

### Composition

#### 9elégislature
| Fonction        | Nom                   | Parti                     |
| --------------- | --------------------- | ------------------------- |
| Président       | Manfred Weber         | CSU                       |
| Vice-présidents | Arnaud Danjean        | Les Républicains          |
| Vice-présidents | Frances Fitzgerald    | Fine Gael                 |
| Vice-présidents | Esteban González Pons | Parti populaire           |
| Vice-présidents | Rasa Juknevičienė     | TS-LKD                    |
| Vice-présidents | Esther de Lange       | Appel chrétien-démocrate  |
| Vice-présidents | Evángelos Meïmarákis  | Nouvelle Démocratie       |
| Vice-présidents | Siegfried Mureșan     | Parti national libéral    |
| Vice-présidents | Jan Olbrycht          | Plate-forme civique       |
| Vice-présidents | Paulo Rangel          | Parti social-démocrate    |
| Vice-présidents | Željana Zovko         | Union démocratique croate |